# El Teixidor
el Teixidor és un mas al sud del terme de Ripoll en direcció a Santa Maria de Besora protegit com a bé cultural d'interès local. Es tracta d'una masia de planta rectangular amb planta baixa i dos pisos. La teulada és a dos vents amb una gran eixida a la façana de migdia en què hi ha un rellotge de sol i caracteritzada per uns pilars de pedra que disminueixen l'alçada i l'ornamentació d'acord amb la importància de la planta. La cabana, probablement antiga masoveria, és un cos independent de l'edificació principal. Davant de la casa passa un camí que duu a les baumes del Teixidor.